# ناحیه عین طویله
ناحیه عین طویله (به عربی: دائرة عین الطویلة) یک ناحیه در الجزایر است که در استان خنشله واقع شده‌است. ناحیه عین طویله ۲۰٬۳۰۷ نفر جمعیت دارد.